# 八所神社 (豊山町)

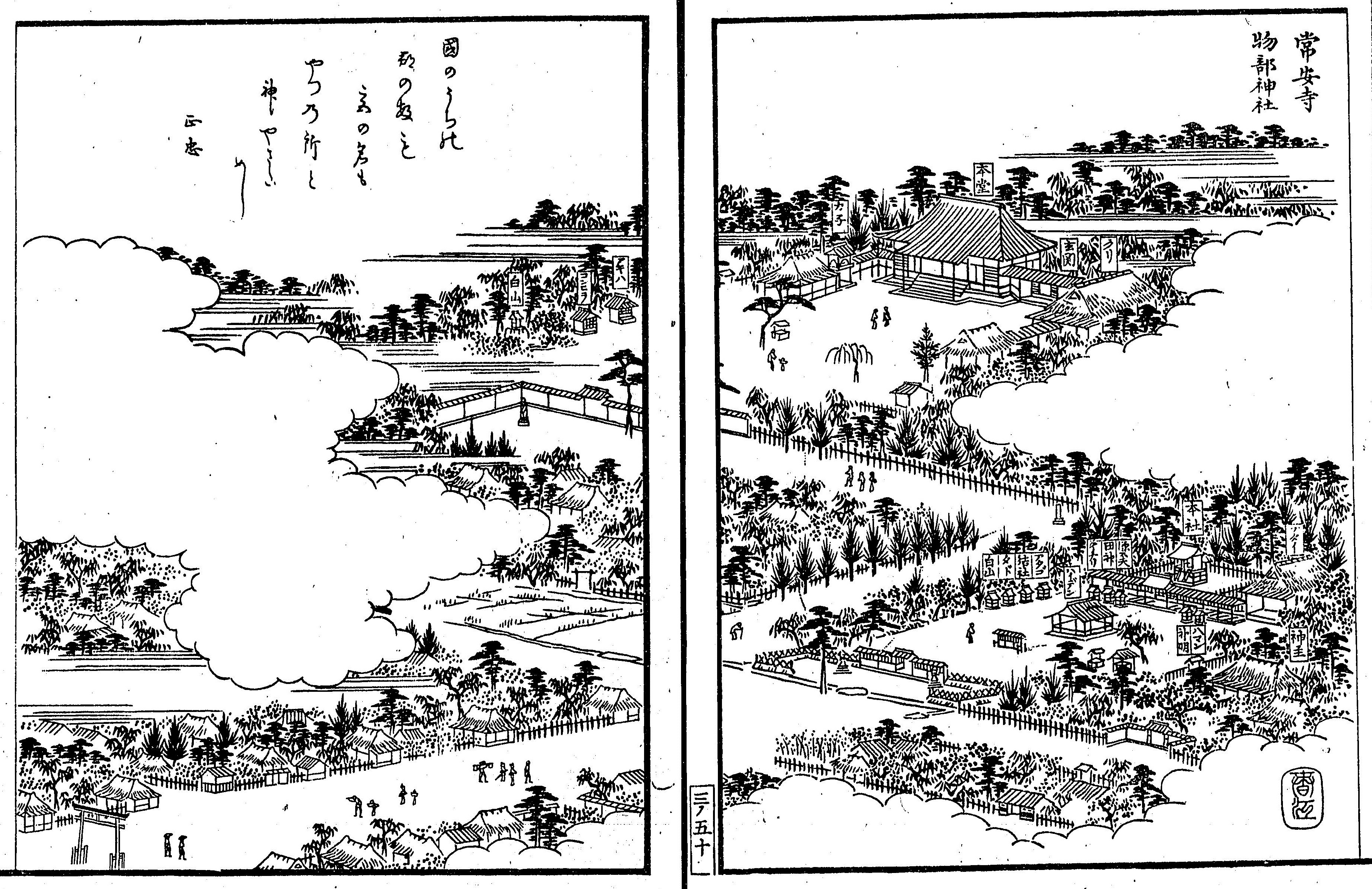
『尾張名所図会 後編巻3 春日井郡』より「常安寺 物部神社」

八所神社（はっしょじんじゃ）は、愛知県西春日井郡豊山町豊場に鎮座する神社。

## 由緒
江戸期まで八所太明神と呼ばれていたが、明治元年に八所神社と改められた。『延喜式神名帳』によると尾張国春部郡に「物部神社」があり、これを当社に比定する説がある。この地を開拓した物部氏の一族が、氏神である石上神宮より勧請して創建したと伝わる。
織田信長が社領として田地八町歩を寄進した。その後、豊臣秀吉により同地を没収されるも、松平忠吉が信長の朱印入り神領文を見て、改めて20石を寄進した。
尾張藩三代藩主である徳川綱誠の側室梅津の方が男児出生を祈願し、太刀一振りと葵紋の大提灯一対を奉納した。現在も社宝として残っている。